# Matteo Politano
Matteo Politano (* 3. srpna 1993 Řím) je italský profesionální fotbalista, který hraje na pozici křídelníka (na levé i pravé straně) za italský klub SSC Neapol a za italský národní tým.

## Klubová kariéra

### AS Řím
Politano je odchovancem AS Řím, s nímž vyhrál juniorskou italskou ligu v roce 2010, stejně jako juniorskou Coppa Italia 2011/12. V červenci 2012 odešel Politano na roční hostování do třetiligové Perugie. Debutoval 5. srpna 2012 v prvním kole Coppa Italia proti Barlettě. Politano se stal pravidelným členem základní sestavy. V prvních 5 ligových zápasech se střelecky prosadil proti Barlettě, Andriy a Pise. Ve své první sezóně mezi muži vstřelil 8 branek v 30 ligových zápasech.

### Pescara
Dne 30. června 2013 přestoupil Politano, spolu se svým spoluhráčem Giammariem Piscitellou, do Pescary v rámci hráčské výměny za Gianlucu Caprariho, který se přesunul do AS Řím; v lednu 2014 se však Caprari vrátil do Pescary (1,5 milionu eur) za Piscitellu (1,5 milionu eur).
Svůj debut si odbyl 17. srpna 2013 proti Turínu ve třetím kole Coppa Italia. Pescara zápas překvapivě vyhrála 2:1 a postoupila do dalšího kola. 8. září odehrál svůj první zápas v Serii B, když nastoupil na posledních 7 minut zápasu proti FC Crotone. Svůj první gól za Pescaru vstřelil v 7. ligovém kole v zápase s Cesenou.
V sezóně 2014/15 odehrál 41 ligových zápasů; vynechal jen zápas 32. kola proti Bari, a to kvůli suspendování po obdržení 3 žlutých karet. V dresu Pescary odehrál 77 ligových zápasů, ve kterých se dvanáctkrát střelecky prosadil.
Dne 27. června 2015 přestoupil Politano zpátky do AS Řím za 600 tisíc eur, přičemž Caprari se přestěhoval do opět zpátky do Pescary za 125 000 eur.

### Sassuolo
Dne 2. července 2015, odešel Politano na roční hostování s opcí na budoucí nákup do prvoligového Sassuola. Debut v italské nejvyšší soutěži si odbyl 23. srpna 2015, když odehrál 27 minut zápasu proti SSC Neapol. 20. září 2015 vstřelil svoji první branku v dresu Sassuola, a to v 4. kole Serie A proti svému mateřskému klubu; zápas, ve kterém si Politano připsal ještě další asistenci, skončil remízou 2:2. V posledním kole sezóny 2015/16 vstřelil dvě branky v zápase proti Interu Milán, který skončil výhrou Sassuola 3:1.
V červnu 2016 Sassuolo využilo opce na nákup Politana a zaplatilo AS Řím částku okolo 8 miliónů eur. Svůj první zápas v evropských pohárech odehrál 28. července 2016, když nastoupil do zápasu 3. předkola Evropské ligy proti švýcarskému FC Luzern a poprvé se střelecky prosadil ve 4. předkole stejné soutěže, a to proti srbské Crvene Zvezde.

### Inter Milán
Dne 30. června 2018 odešel Politano na roční hostování s opcí do Interu Milán.
V klubu debutoval 19. srpna v prvním zápase sezóny Serie A 2018/19 proti svému mateřskému klubu, Sassuolu, který skončil prohrou Interu 1:0. 15. září odehrál Politano svůj 100. zápas v Serii A při prohře 1:0 s Parmou. O dva týdny později debutoval v Lize mistrů UEFA při výhře 2:1 nad Tottenhamem Hotspur na San Siru v prvním zápase základní skupiny.
Dne 29. září se poprvé střelecky prosadil v dresu Interu, a to v ligovém zápase proti Cagliari. V průběhu sezóny 2018/19 byl Politano nejpoužívanějším hráčem (mimo brankáře), když odehrál 48 utkání ve všech soutěžích; jen brankář Samir Handanović odehrál více utkání. 19. června 2019 Inter využil možnosti odkupu Politana za 21 miliónů eur.
Po příchodu hlavního trenéra Antonia Conteho a následném přechodu formace ze 4–3–3 na 3–5–2 však Politano brzy ztratilo místo v základní sestavě. V lednu 2020 měl Politano přestoupit zpátky do AS Řím, absolvoval lékařskou prohlídku a měl být součástí výměny za Leonarda Spinazzolu, ale přestup se zhroutil, protože Inter nebyl zcela spokojen se zdravotním stavem Spinazzoly.

### Neapol
Dne 28. ledna 2020 se Politano přesunul do Neapole na osmnáctiměsíční hostování s následnou povinnou opcí na trvalý přestup. Svůj první ligový zápas v dresu nového klubu odehrál 3. února 2020 proti Sampdorii. První gól vstřelil 19. července v 34. kole Serie A proti Udinese. 29. října 2020 vstřelil jediný gól zápasu proti Realu Sociedad v základní skupině Evropské ligy 2020/21.
Dne 1. července 2021 byla automaticky aktivovaná opce na trvalý přestup Politana do Neapole, která zaplatila Interu částku okolo 19 miliónů eur.

## Reprezentační kariéra
Dne 5. listopadu 2016 byl Politano poprvé povolán do italské reprezentace manažerem Gianem Pierem Venturou na kvalifikační zápas na Mistrovství světa 2018 proti Lichtenštejnsku a na přátelský zápas proti Německu. Dne 28. května debutoval v reprezentačním dresu pod vedením Roberta Manciniho, a to když se objevil v základní sestavě přátelského utkání proti Saúdské Arábii. 20. listopadu 2018 vstřelil svůj první reprezentační gól; v 94. minutě dal jedinou branku přátelského zápasu proti Spojeným státům, který se konal v Genku.

## Statistiky

### Klubové
K 23. květnu 2021
| Klub        | Sezóna  | Liga     | Liga   | Liga | Coppa Italia | Coppa Italia | Evropské poháry | Evropské poháry | Ostatní | Ostatní | Celkem | Celkem |
| Klub        | Sezóna  | Liga     | Zápasy | Góly | Zápasy       | Góly         | Zápasy          | Góly            | Zápasy  | Góly    | Zápasy | Góly   |
| ----------- | ------- | -------- | ------ | ---- | ------------ | ------------ | --------------- | --------------- | ------- | ------- | ------ | ------ |
| Perugia     | 2012/13 | Lega Pro | 28     | 8    | 3            | 0            | –               | –               | 2       | 0       | 33     | 8      |
| Pescara     | 2013/14 | Serie B  | 31     | 6    | 1            | 0            | –               | –               | –       | –       | 32     | 6      |
| Pescara     | 2014/15 | Serie B  | 41     | 5    | 3            | 0            | –               | –               | 5       | 1       | 49     | 6      |
| Pescara     | Celkem  | Celkem   | 72     | 11   | 4            | 0            | –               | –               | 5       | 1       | 81     | 12     |
| Sassuolo    | 2015/16 | Serie A  | 28     | 5    | 1            | 0            | –               | –               | –       | –       | 29     | 5      |
| Sassuolo    | 2016/17 | Serie A  | 32     | 5    | 1            | 0            | 9               | 3               | –       | –       | 42     | 8      |
| Sassuolo    | 2017/18 | Serie A  | 36     | 10   | 3            | 1            | –               | –               | –       | –       | 39     | 11     |
| Sassuolo    | Celkem  | Celkem   | 96     | 20   | 5            | 1            | 9               | 3               | –       | –       | 110    | 24     |
| Inter Milán | 2018/19 | Serie A  | 36     | 5    | 2            | 0            | 10              | 1               | –       | –       | 48     | 6      |
| Inter Milán | 2019/20 | Serie A  | 11     | 0    | 0            | 0            | 4               | 0               | –       | –       | 15     | 0      |
| Inter Milán | Celkem  | Celkem   | 47     | 5    | 2            | 0            | 14              | 1               | –       | –       | 63     | 6      |
| Neapol      | 2019/20 | Serie A  | 15     | 2    | 3            | 0            | 2               | 0               | –       | –       | 20     | 2      |
| Neapol      | 2020/21 | Serie A  | 37     | 9    | 4            | 1            | 8               | 1               | 1       | 0       | 50     | 11     |
| Neapol      | Celkem  | Celkem   | 52     | 11   | 7            | 1            | 10              | 2               | 1       | 0       | 70     | 13     |
| Celkem      | Celkem  | Celkem   | 295    | 55   | 21           | 2            | 33              | 6               | 8       | 1       | 357    | 63     |

### Reprezentační
K 28. květnu 2021
| Itálie | Itálie | Itálie |
| Rok    | Zápasy | Góly   |
| ------ | ------ | ------ |
| 2018   | 2      | 1      |
| 2019   | 1      | 0      |
| 2020   | 0      | 0      |
| 2021   | 1      | 2      |
| Celkem | 4      | 3      |

#### Reprezentační góly
K 28. květnu 2021. Skóre a výsledky Itálie jsou vždy zapisovány jako první .
| No. | Date               | Venue                            | Opponent   | Score | Result | Competition     |
| --- | ------------------ | -------------------------------- | ---------- | ----- | ------ | --------------- |
| 1.  | 20. listopadu 2018 | Luminus Arena, Genk, Belgie      | USA        | 1:0   | 1:0    | Přátelský zápas |
| 2.  | 28. května 2021    | Sardinia Arena, Cagliari, Itálie | San Marino | 3:0   | 7:0    | Přátelský zápas |
| 3.  | 28. května 2021    | Sardinia Arena, Cagliari, Itálie | San Marino | 6:0   | 7:0    | Přátelský zápas |

## Ocenění

### Klubové

#### Neapol
- Coppa Italia: 2019/20[27]